# Аманулін
Аманулін є циклічним пептидом. Сполука належить до аматоксинів, які містяться в декількох видах грибів роду Amanita. LD50 аманулліну приблизно дорівнює 20 мг/кг для мишей.

## Токсичність
В основі дії усіх аматоксинів лежить здатність цих сполук пригнічувати РНК полімеразу ІІ. 
Хімічна структура аматоксинів, механізм фізіологічної дії, симптоми отруєння та підходи до лікування детально описані в статті про аматоскини. 